# Lies My Teacher Told Me
Lies My Teacher Told Me: Everything Your American History Textbook Got Wrong («Mentiras que me dijo mi maestro: todo lo que su libro de texto de historia estadounidense se equivocó») es un libro de 1995 de James W. Loewen, un sociólogo. Examina críticamente doce libros de texto populares de historia de la escuela secundaria estadounidense y concluye que los autores de libros de texto propagan puntos de vista falsos, eurocéntricos y mitologizados de la historia de Estados Unidos. Además de su crítica de los temas históricos dominantes presentados en los libros de texto de la escuela secundaria, Loewen presenta temas que, según él, son ignorados por los libros de texto de historia tradicionales. 

## Temas
En Lies My Teacher Told Me, Loewen critica los libros de texto de historia de la escuela secundaria estadounidense moderna por contener información incorrecta sobre personas y eventos como Cristóbal Colón, las mentiras e inexactitudes en los libros de historia sobre los tratos entre los europeos y los nativos americanos, y sus a menudo Enseñanzas engañosas e inexactas hablaron sobre el comercio de Estados Unidos en la esclavitud. Además, critica los textos por su tendencia a evitar controversias y por su estilo "soso" y simplista. Propone que cuando los libros de texto de historia de los Estados Unidos eleven a las figuras históricas de los Estados Unidos a la categoría de héroes, sin querer, dan a los estudiantes la impresión de que estas figuras son superhumanos que viven en un pasado irrecuperable. En otras palabras, el método de la historia como mito enseña a los estudiantes que los mejores días de Estados Unidos ya han pasado. Loewen afirma que el silenciamiento de enfrentamientos y tragedias pasadas hace que la historia sea aburrida para los estudiantes, especialmente los grupos excluidos de las historias positivas.

## Ediciones
El libro ha sido lanzado en tres ediciones distintas. Para la edición original de 1995, Loewen examinó doce libros de texto. Para la edición de 2007, revisó el texto para abordar seis libros de texto adicionales. La edición de 2018 conserva el mismo texto que la edición de 2007, agregando un nuevo prefacio La era de los hechos alternativos. En abril de 2019, Loewen y Rebecca Stefoff, conocidas por su adaptación del éxito de ventas de Howard Zinn en 1980 A People's History of the United States para lectores jóvenes, hicieron que Lies My Teacher Told Me fuera accesible para lectores más jóvenes en Lies My Teacher Told Me: Young Readers Edition ( The New Press, 2019).

## Recepción
Lies My Teacher Told Me es el ganador del Premio del Libro Americano de 1996, el Premio Oliver Cromwell Cox a la Distinguida Beca Antirracista, y el Premio Critics Choice de la Asociación Estadounidense de Estudios Educativos. 